# Rhynchospora mendoncana
Rhynchospora mendoncana är en halvgräsart som beskrevs av Johann Otto Boeckeler. Rhynchospora mendoncana ingår i släktet småag, och familjen halvgräs. Inga underarter finns listade i Catalogue of Life.